# Grange dîmière de Daubeuf-la-Campagne
La grange dîmière de Daubeuf-la-Campagne est un bâtiment datant des XIIe et XIVe siècles situé à Daubeuf-la-Campagne, dans le département de l'Eure en région Normandie. L'édifice fait l'objet d'une inscription  au titre des Monuments historiques depuis le 12 octobre 1948.

## Localisation
La grange dîmière de Daubeuf-la-Campagne se situe sur le territoire de la commune de Daubeuf-la-Campagne, dans le Nord du département de l'Eure, au sein de la région naturelle de la campagne du Neubourg. Elle se trouve au centre du bourg, à proximité de l'église, au croisement des départementales 60 et 75.

## Histoire
La grange dîmière est édifiée au XIIe siècle. Elle fait alors partie du manoir de Daubeuf, lequel appartient à l'abbaye Saint-Ouen de Rouen. Elle sert à entreposer les revenus provenant de
l'exploitation agricole et des droits seigneuriaux détenus par les moines.
Au XIVe siècle, sous l'abbatiat de Jean-Marc d'Argent (1319-1339), l'édifice est agrandi par la construction d'une seconde charpente de l'édifice qui s'ajoute à la première ,.
À la Révolution, la grange ainsi que les autres bâtiments de la ferme sont vendus comme Bien National.

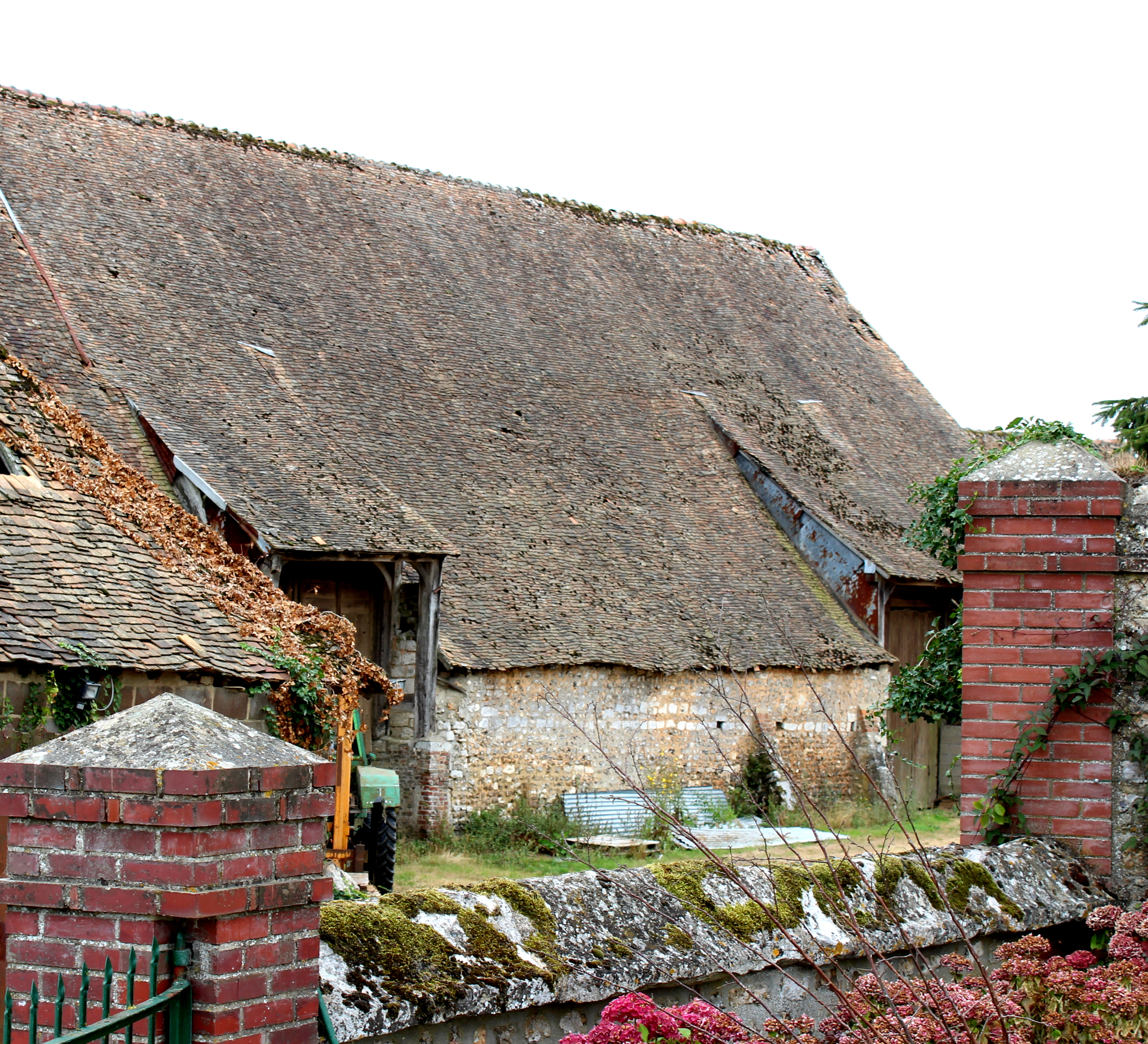
Vue latérale de la grange.

## Architecture
La grange appartient à un domaine qui comprend également une triple maison de maître, un cellier, des granges, des étables ainsi que les anciens habitats des serfs et des serviteurs. Il est à remarquer que le mur extérieur gauche de l’église Notre-Dame se situe sur la propriété.
La grange présente des façades en silex renforcées par des chaînages de pierre et des contreforts à glacis, notamment le pignon nord. 
À l'intérieur, l'édifice se compose de trois nefs définies par de forts poteaux de chêne. L'un de ces poteaux porte la date de 1718, ce qui correspond probablement à une reprise de la charpente. 
En 2011, le monument fait l'objet d'une restauration partielle menée par une équipe internationale de charpentiers. Dirigée par François Calame et deux maîtres charpentiers, le Français Florian Carpentier et l'Allemand Axel Weller, cette équipe se composent de plus de 30 professionnels.

## Protection
La grange dîmière fait l'objet d'une inscription  au titre des Monuments historiques par arrêté du 12 octobre 1948.